# Sant'Ilario in Campo
Sant'Ilario in Campo è una frazione del comune italiano di Campo nell'Elba, nella provincia di Livorno, in Toscana.

## Geografia fisica
Sant'Ilario in Campo, che dista 2,78 chilometri dal capoluogo del comune di Campo nell'Elba, si presenta adagiato su una collina: su un lato il panorama si apre sul golfo di Campo ed in particolar modo sulla piana dove si trova l'aeroporto di La Pila. Alle spalle del paese vi è il Monte Perone, mentre su un altro colle non molto lontano si trova il vicino paese di San Piero in Campo.
L'area di Sant'Ilario, ricca di filoni pegmatitici contenenti splendide tormaline e berilli, è stata studiata dai geologi a partire dagli inizi del XIX secolo, tra cui Giovanni D'Achiardi, Raffaello Foresi e Giorgio Roster; si tratta infatti di una delle zone europee con maggiori concentrazioni di tali preziosi minerali. I giacimenti più ricchi si trovano nelle località Fosso della Marcianella e Fosso del Gorgolinato. Nello stesso comprensorio si trovano numerose formazioni rocciose come le Cote di Poncio, Cote di Tappino, Cote di Gatto, Cote di Filippetti, Cote di Santeramo, Cote del Corvo, Sasso Pinzuto, Tozza alla Croce e Tozza alla Noce.

## Storia
Nei documenti medievali (Archivio di Stato di Pisa) il paese è riportato come Sancto Ylario ad Campum. La derivazione del toponimo è dovuta alla Chiesa parrocchiale intitolata a Sant'Ilario di Poitiers, d'impianto romanico.
Nel paese nacquero il musicista Giuseppe Pietri, padre dell'operetta italiana, e il maestro Ugo Soria (1899-1998).

## Monumenti e luoghi d'interesse

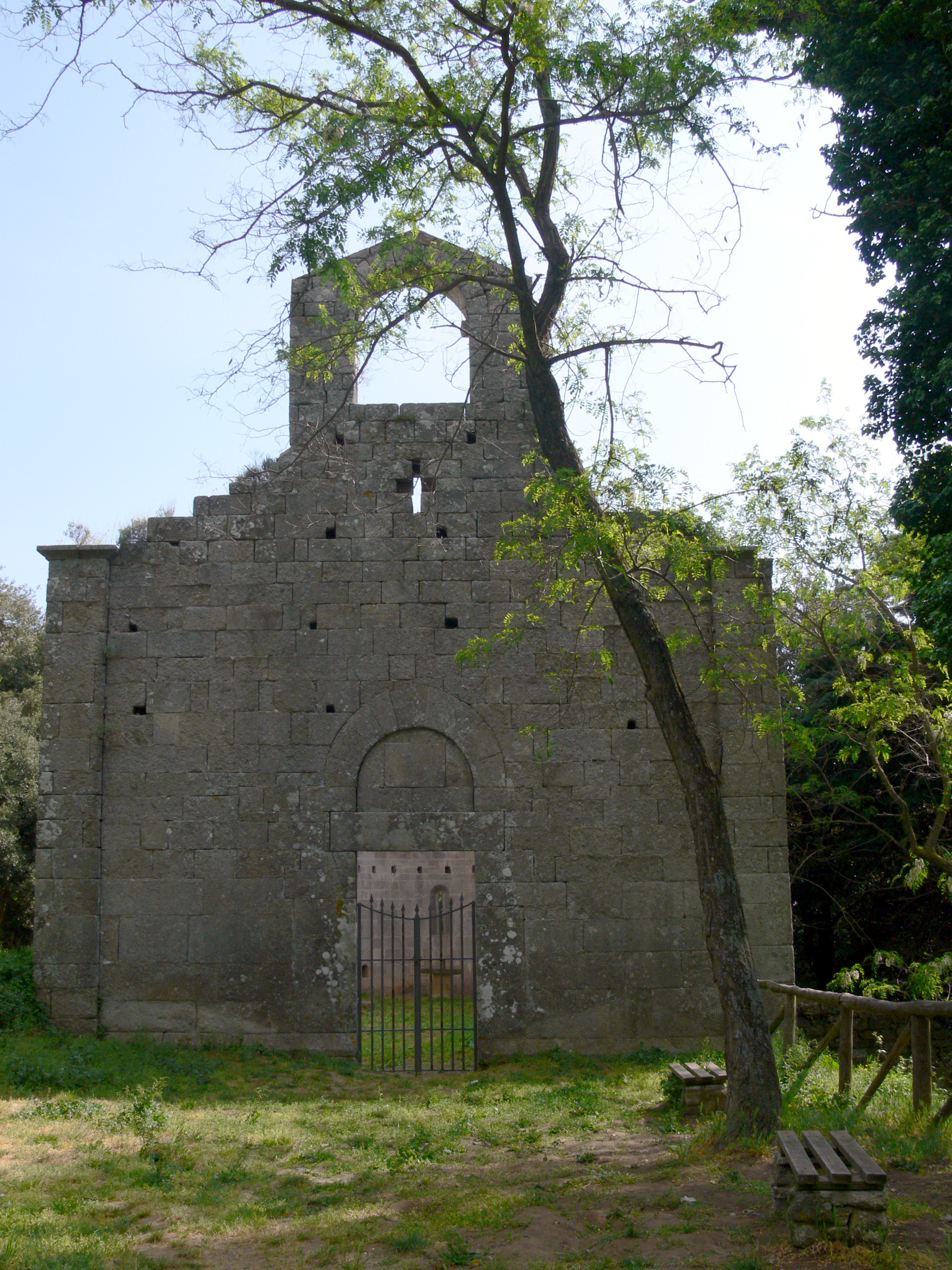
La pieve di San Giovanni

Il paese di Sant'Ilario in Campo, di presunta origine longobarda, conserva ancora le tracce della sua struttura medievale di borgo fortificato durante la dominazione pisana; la stessa chiesa di Sant'Ilario era un tempo fortificata.
La granodiorite è uno degli elementi dominanti nel borgo; con essa è infatti costituito il lastricato delle strette vie pedonali che si diramano all'interno dei caseggiati, così come i portali, i cornicioni e i davanzali delle finestre.
Al centro del borgo si trova la chiesa di Sant'Ilario, chiesa parrocchiale della frazione, di origine romanica ma ampliata alla fine del XVII secolo con le due navate laterali, e successivamente adornata con facciata in stile barocco. La struttura, che deriva dalla vecchia costruzione romanica fortificata, è fiancheggiata da una torre campanaria pentagonale, in origine una torre. Non molto lontano dal paese, poco distante dalla Torre di San Giovanni, si trovano anche i ruderi del piccolo romitorio di San Francesco Saverio dove, fino alla metà del XIX secolo, i fedeli di Sant'Ilario si recavano in processione nel giorno della festa del santo. 
Nei dintorni del paese rimangono, sulle alture, testimonianze architettoniche di epoca medievale:
- Torre di San Giovanni (XI secolo), edificata sopra un masso granitico.
- Pieve di San Giovanni, risalente al XII secolo.
- Chiesa di San Prospero, medievale, sul Poggio di San Prospero.
- Castello Campese, una fortificazione medievale oggi scomparsa ma attestata in documenti del 1343 e del 1698, localizzata in località Castelli poco a nord del paese.[3]